# Cintalaksana
Cintalaksana is een bestuurslaag in het regentschap Karawang van de provincie West-Java, Indonesië. Cintalaksana telt 4318 inwoners (volkstelling 2010).